# 349
349 (CCCXLIX) fue un año común comenzado en domingo del calendario juliano, en vigor en aquella fecha.
En el Imperio romano, el año fue nombrado como el del consulado de Limenio y Catulino, o menos comúnmente, como el 1102 Ab urbe condita, adquiriendo su denominación como 349 a principios de la Edad Media, al establecerse el anno Domini.

## Acontecimientos
- Los Mou-jong (protomongoles) asumen el control del norte de China